# Europese kolonisatie
Europese kolonisatie is de historische kolonisatie van andere werelddelen door (met name West-)Europese landen.
Vanaf de 15e eeuw vestigden West-Europese handelaars handelsposten en factorijen op verre overzeese kusten en verdedigen die zo nodig met wapens. Deze handelsposten groeiden soms uit tot forten en soms ook tot een permanente nederzetting van Europeanen. Daarmee werden de handelsposten ook kolonies genoemd. Soms werden vanuit deze kustkolonies gebieden meer landinwaarts veroverd en onder Europees bestuur gebracht. De Spanjaarden en Portugezen begonnen daarmee in de 16e eeuw in Amerika. Ook deze veroverde gebieden werden kolonies genoemd, al is dat eigenlijk een onjuiste benaming. Juister zou zijn: geannexeerd of veroverd gebied. Vestiging van Europeanen in die gebieden was in het begin immers bijzaak: er gingen wel enkele Europeanen wonen, meestal voor beperkte tijd, maar vooral om het gebied te ‘besturen’, onder de duim te houden. Doel van deze ‘kolonies’ was vooral exploitatie van het gebied voor de levering van producten, grondstoffen en delfstoffen, en vermoedelijk ook prestige.
Toen in Europa het besef groeide dat het beleid ten aanzien van dit laatste type ‘kolonies’ vooral het Europese belang vooropstelt en daarmee de belangen van de inheemse bevolking vaak schaadt, ontstond de term kolonialisme, ook wel gedefinieerd als ‘denk- en handelwijze van de koloniale mogendheid waarbij het belang van het moederland overheerst’.

## Kolonisatie
Kolonisatie begon al in de oudheid ten tijde van de Grieken en de Romeinen. Tijdens de vroege middeleeuwen waren de Vikingen de grote kolonisators. Later waren het de Duitsers met hun Oostkolonisatie. Een voorbeeld is de vestiging van Duitse en Vlaamse boeren in Zevenburgen (huidige Transsylvanië, Centraal-Roemenië) in de 12e en 13e eeuw. In de 17e liet Oliver Cromwell duizenden protestantse Schotse kolonisten zich vestigen in Ierland. Zij kregen het land van katholieke Ierse boeren toegewezen.

## Kolonisatie door West-Europese staten in de 15e t/m 17e eeuw

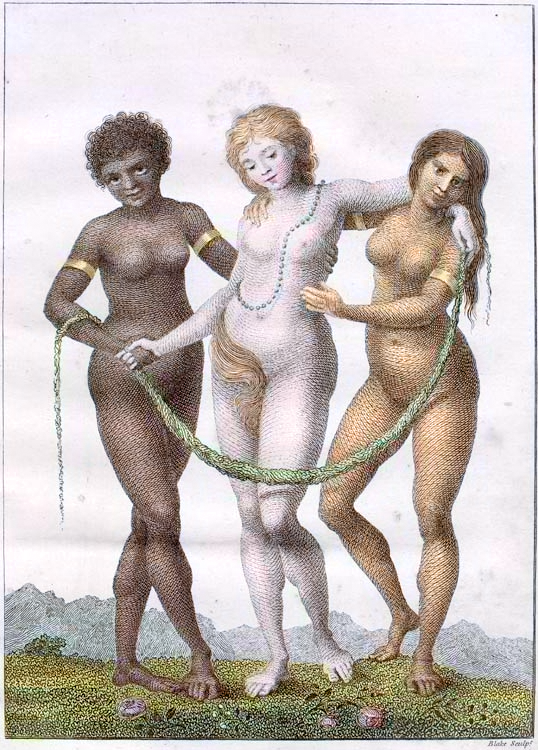
Europa, ondersteund door Afrika en Amerika. Een allegorische voorstelling van kolonialisme door William Blake (1796)

### Portugal en Spanje
De herontdekking en daarna de verovering door Spanje van de Canarische Eilanden zal de kiem worden van de onenigheid tussen Spanje en Portugal bij het ontdekken van de wereld. De verovering van Ceuta (Marokko) in 1415 door de Portugezen was in ieder geval onderdeel van de strijd tegen de Moren. Naast commerciële redenen waren ook christelijke zendingsijver of een kruistochtmentaliteit drijfveren voor de Portugese en Spaanse kolonisaties.
Het rondden van Kaap Bojador in 1434 kan worden beschouwd als het begin van de Europese ontdekkingsreizen. Eerst over zee langs de kusten van West-Afrika, daarna via de eilanden in de Atlantische Oceaan, Amerika, en vanaf 1498 bereikten ze over zee ook gebieden in Azië.
Vaak werden in deze 'ontdekte' gebieden handelsposten aan de kust gevestigd, die soms uitgebouwd werden tot forten, en soms ook uitgroeiden tot grotere nederzettingen. Van daaruit dreef men handel met lokale handelaren. Soms, vooral in Amerika, bracht men ook grote gebieden landinwaarts onder Europees bestuur. In Azië en Afrika blijft het de eerste eeuwen bij kustnederzettingen.
Rond 1520 beheerste Portugal al een uitgebreid imperium in Azië en later ook gebieden in Amerika. Begin 16e eeuw bracht Spanje de grote Caraïbische eilanden Cuba en Hispaniola geheel onder Spaans bestuur. Van daaruit werd het Midden-Amerikaanse Aztekenrijk onderworpen en iets later het Incarijk in Zuid-Amerika. Rond 1590 bezat Spanje heel Midden-, een groot deel van Zuid-, en een deel van Noord-Amerika, én de Filipijnen: een wereldrijk waarin de zon niet onderging. Er ontstond nog geen grote stroom Europese kolonisten naar de veroverde gebieden, uitgezonderd de Caraïbische eilanden, waar kolonisten suikerriet gingen verbouwen. Voor het werk op de plantages werden slaven gekocht in Afrika.

### Nederland
Vanaf 1596 mengde de Republiek der Nederlanden zich in de concurrentiestrijd om handelskolonies, het eerst op Java, later ook elders in Azië, Afrika en Amerika. De strijd op de wereldzeeën en om de handelsfactorijen werd gestreden met vakmanschap in scheepsbouw en in zeemanschap, maar ook met wapens. De handelsposten waren soms echte militaire forten, met kanonnen en contingenten soldaten om de vijand die vanaf zee dreigde - namelijk de Europese concurrenten - af te slaan. De kanonnen waren daarom gericht op zee: van de inheemse bevolking had men veel minder te vrezen.

### Engeland
Vanaf 1607 deed ook Engeland mee aan de strijd om kolonies, eerst in Noord-Amerika, later ook elders. In Noord-Amerika vestigden zich veel Engelsen, om religieuze en economische redenen.

## Kolonialisme in de 18e en begin 19e eeuw
In de 18e eeuw verloor Engeland zijn eerste koloniale rijk ten gevolge van de eerste dekolonisatie: de opstand van de Noord-Amerikaanse koloniën in 1776, die de Verenigde Staten van Amerika vormden. Engeland was toen al begonnen met de opbouw van zijn tweede koloniale rijk door de verovering van grote delen van India (slag bij Plassey, 1757). In de 18e eeuw begon de Nederlandse Verenigde Oostindische Compagnie haar macht over Java uit te breiden.
In het begin van de 19e eeuw, toen Spanje zelf bezet was door napoleontisch Frankrijk, verklaarde een aantal Zuid-Amerikaanse koloniën zich onafhankelijk van Spanje. In de loop van die eeuw ging vrijwel het gehele Spaanse koloniale rijk verloren. De laatste klap kwam in de Spaans-Amerikaanse Oorlog (1898-1899), toen door Amerikaanse interventie Guam, Puerto Rico, Cuba en de Filipijnen voor Spanje verloren gingen.
De Europese handelsfactorijen in de Afrikaanse tropen waren vanwege inheemse ziekten en het klimaat ongeschikt voor vestiging van grote aantallen Europeanen. Men vestigde een handelspost aan de kust en liet het binnenland tot in de 19e eeuw ongemoeid en onverkend. Er waren bovendien machtige Afrikaanse rijken en Europa bezat nog niet het militaire of technologische overwicht om deze stammen en staten te onderwerpen.
In Azië is nooit sprake geweest van nederzetting van Europeanen op grote schaal. De VOC en de Britse Oost-Indische Compagnie beperkten zich in eerste instantie tot handel.

## Kolonisatie in de 19e eeuw

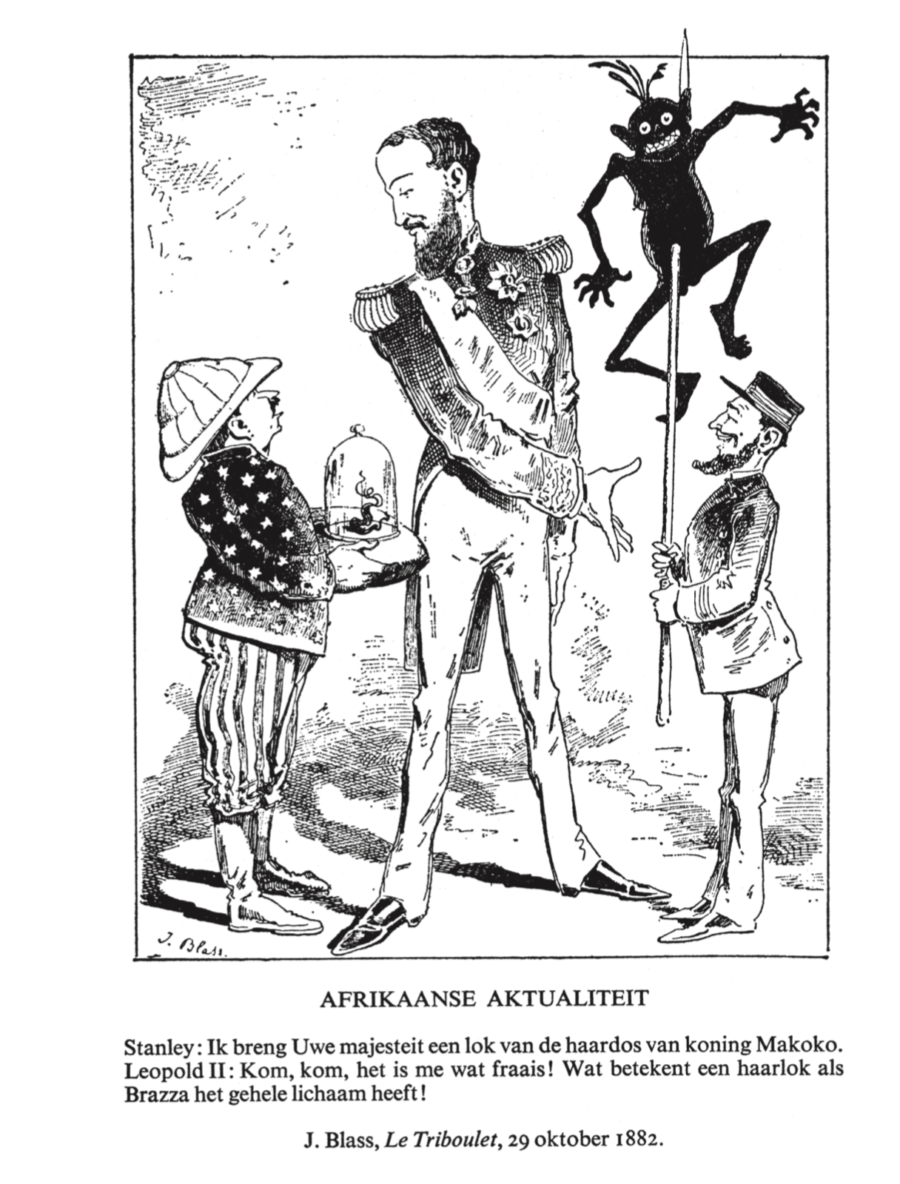
Spotprent op de wedloop om de kolonisatie van Africa, J. Blass in Le Triboulet, 1882

Na de eerste moeilijke jaren van de 19e eeuw ontstond in Europa een bevolkingsoverschot dat overzee, in Noord- en Zuid-Amerika, Australië en de Kaapkolonie een nieuw bestaan zocht. In Nederlands-Indië en Brits-Indië was er geen sprake van een grote toename van de Europese bevolking. De Britten regeerden Indië met een opvallend klein bestuursapparaat en de Nederlanders beperkten zich vooral tot het beheer van plantages op Java en het zuiden van Sumatra.
Door de afschaffing van de slavernij en de productie van suiker uit suikerbieten werden veel koloniën in één klap waardeloos. Nederland legde op het beheer van de Koloniën in de West (de Antillen en Suriname) geld toe, maar behield ze om prestigeredenen. Denemarken verkocht zijn kolonie in de Antillen liever aan Nederland.
In deze eeuw werd in Europa een nieuwe politiek geformuleerd; het "kolonialisme". Landen hadden, vond men, het recht om 'onderontwikkelde' gebieden te veroveren en te exploiteren. De in de kolonie gevonden grondstoffen en de afzetmarkt voor de in het Europese land vervaardigde producten zouden tot de welvaart van het koloniserende land bijdragen. Als ethische reden voor kolonialisme bracht men naar voren dat het belangrijk was de Europese 'beschaving' en het christendom in de koloniën te verspreiden. Tegenwoordig wordt deze reden ook wel beschouwd als voorwendsel, onterechte rechtvaardiging voor de overheersing van de koloniën.
Nu de industriële revolutie Europa in staat stelde om de hele wereld, met de mogelijke uitzondering van China en Japan, te veroveren, ontstond er een wedloop. Overal werd "de vlag geplant" en werden gebieden in bezit genomen. Groot-Brittannië en Nederland onderwierpen de vorsten in het door hen geclaimde gebied met list en zo nodig met geweld. Vanaf 1880 was er een ware wedloop om Afrika tussen de Europese landen, die voortduurde tot het begin van de Eerste Wereldoorlog. Frankrijk koloniseerde een groot, maar economisch niet erg veelbelovend deel van het Afrikaanse continent, Indo-China, enkele eilanden in de Indische Oceaan en Frans-Polynesië. Koning Leopold II van België vestigde zelfs een particuliere kolonie in de Congo. Japan en China werden niet gekoloniseerd door de nieuwe grootmacht Amerika, maar die eiste wel vrij toegang tot hun markten. De VS annexeerden wel het koninkrijk Hawaï.
Het pas na 1870 verenigde Duitse Keizerrijk bezat geen koloniën maar verwierf, daartoe aangezet door felle nationalisten, alsnog gebieden in Afrika en de Stille Oceaan. Duitsland ontwikkelde zich in de tweede helft van de 19e eeuw snel als industriële mogendheid. Voor het einde van de 19e eeuw overtrof de productie van kolen en staal al die van Engeland. Over de richting van de buitenlandse politiek was in die periode een meningsverschil tussen rijkskanselier Otto von Bismarck en keizer Wilhelm II. De laatste streefde een koloniaal rijk na, de eerste zag de rol van Duitsland vooral op het Europese vasteland. Het conflict leidde tot het vertrek van Bismarck en de verwerving van Duitse koloniën in Afrika en de Grote Oceaan. In de Duitse koloniën werd door de nieuwe koloniale mogendheid met harde hand opgetreden tegen de lokale bevolking. Deze periode duurde slechts kort want nadat Duitsland in 1918 de Eerste Wereldoorlog had verloren werden de Duitse koloniën door de Volkenbond als mandaatgebieden aan de overwinnaars afgestaan.
De aard van de kolonisatie verschilde; de Fransen waren vrij beschaafd, hoewel de verovering van Marokko in de jaren 1920 en 1930 zeer bloedig is geweest; de Nederlanders en Duitsers waren zeer gewelddadig en ook het terreurbewind van Leopold II over de inheemse bevolking in de Kongo-Vrijstaat (later Belgisch-Kongo) was berucht. In de Europese landen ontstond ook verzet tegen het kolonialisme; sociaaldemocraten en anarchisten verwierpen het systeem, omdat zij het als uitbuiting beschouwden. Anderen verlegden het accent naar de "Last van de blanke" die de godgegeven taak zou hebben om de mindere rassen te beschaven. In Nederland ontstond de "ethische politiek", die een eind wilde maken aan de uitbuiting en Indië als een gelijkwaardige handelspartner en een te ontwikkelen gebied zag.

## Economische aspecten van de Europese kolonisatie
Kolonisatie of kolonialisme werd in de 19e eeuw vermoedelijk vooral gerechtvaardigd door te wijzen op het belang van gegarandeerde goedkope grondstoffenlevering en exclusieve afzetgebieden. De toenemende industrialisering in Europa, en nationalisering van de handel, leken grondstoflevering en afzetgebieden onbereikbaar of veel duurder te gaan maken. Zeker in het Verenigd Koninkrijk, de voorloper in industrialisering, moeten deze als belangrijke argumenten geklonken hebben. Ook de destijds populaire theorie van Malthus, bekend geworden als de “Wet van Malthus”, kan een rol gespeeld hebben. Die Wet zegt: de bevolking in Europa heeft altijd de neiging sneller te groeien dan de hoeveelheid bestaansmiddelen. Voor Engeland ging het argument van gegarandeerde grondstoffenlevering misschien wel op, maar dat van de afzetgebieden nauwelijks: de belangrijkste afzetgebieden voor Engelse textiel waren Europa en Amerika, naar India werd veel minder geëxporteerd.
De econoom Schumpeter heeft erop gewezen dat er nog een andere, niet altijd hardop uitgesproken motivatie kan zijn geweest voor de West-Europese kolonisatie, namelijk imperiumvorming: het verlangen een groot wereldrijk te bezitten. Hij is van mening dat die drijfveer belangrijk heeft bijgedragen aan de vorming van het Oostenrijks-Hongaars imperium op de Balkan en dat die ook bij de West-Europese koloniale imperia een rol heeft gespeeld. De kosten van verwerven en in stand houden van de imperia waren namelijk hoog, volgens Schumpeter vaak hoger dan de opbrengsten. Toen de suikerbiet het suikerriet verdrong en de koloniën in de West, zoals de Antillen en Suriname, economisch waardeloos werden en alleen nog maar geld kostten, hield Nederland ze toch aan. Dat kan dus niet verklaard worden uit materieel-economische redenen, maar wel uit prestigeredenen. In het geval van Engeland spreekt men van imperial overstretch: Engeland moest een groot koloniaal leger en een grote marine in stand houden om de koloniën te beheersen, maar langzamerhand werd zijn bijeengebrachte rijk toch onverdedigbaar, door de afmetingen ervan, en de veel grotere bevolkingsomvang in de koloniën dan die van het 'moederland'.
De Verenigde Staten veranderden langzaam van de ex-kolonie (tot 1776 waren ze een kolonie van Engeland) die zich 'principieel' verzette tegen Europees imperialisme en pleitte voor vrije handel, zelf in een imperiale mogendheid, die zich uit eigenbelang mengde in binnenlandse aangelegenheden van Noord- en Zuid-Amerikaanse landen. Dit bracht de VS in oorlog met Spanje (1898), waarin de VS twee Amerikaanse koloniën, de Filipijnen en een eiland in de Stille Zuidzee buitmaakten.

## Aanzetten tot dekolonisatie
Niet alleen in de Europese 'moederlanden' ontstond langzamerhand weerzin tegen de uitbuiting en vaak mensonterende behandeling van de inheemse bevolking van de koloniale rijken. Ook onder de elite van de onderworpen volken ontstond toenemende weerstand. Vaak studeerden zonen van lokale koningen en rijke plaatselijke kooplieden in Europa waar ze kennismaakten met onder andere de ideeën van de verlichting en de Franse Revolutie met de leuze 'gelijkheid, vrijheid en broederschap'. Deze studenten werden zich er steeds meer bewust van dat deze idealen ook op hun eigen volk toegepast moesten worden. De koloniale bevoogding werd als steeds meer ongewenst gevoeld en de eerste verzetsbewegingen werden gevormd. Op het laatst van de 19de eeuw werden deze met harde hand onderdrukt door de koloniale legers. In Nederlands-Indië waren er de opstanden in Atjeh. In de Engelse kolonie India was in de 19e eeuw veel wrevel over het gegeven dat de Britse handelswetten de Indiërs verplichtten om de Engelse producten af te nemen terwijl deze duurder waren dan hun eigen lokale producten. Dit werd mede een motor voor de toenemende drang naar onafhankelijkheid van de Indiase inheemse elite. Door de vaak wrede onderdrukking van deze eerste vrijheidsstrijders kregen deze steeds meer steun van de lokale bevolking. In de 20ste eeuw was het niet meer mogelijk om de grote Europese kolonies onder de duim te houden, mede door steeds meer weerzin onder de bevolking in het eigen thuisland tegen de overzeese onderdrukking.
kolonie · kolonisatie · kolonialisme · dekolonisatie (staatkundig) · dekolonisatie (cultureel)· neokolonialisme · postkolonialisme · imperialisme